# أليكس فونج
أليكس فونج (بالصينية: 方中信) هو سائق سيارة سباق وممثل صيني، ولد في 17 مارس 1963 في الصين.

## وصلات خارجية
- أليكس فونج على موقع IMDb (الإنجليزية)
- أليكس فونج على موقع قاعدة بيانات الفيلم (الإنجليزية)